# Улица Академика Доброхотова (Киев)
Улица Акаде́мика Доброхо́това (укр. ву́лиця Акаде́міка Доброхо́това) — улица в Святошинском районе города Киева, жилой массив Академгородок. Пролегает от бульвара Академика Вернадского до проспекта Академика Палладина (автомобильного проезда на проспект не имеет, сообщается с ним пешеходным участком с лестницей).
К улице Академика Доброхотова примыкают улицы Серповая и Мирослава Поповича.

## История
Возникла в 1-й половине XX века. В списках улиц в 1933—1944 годах обозначена как 88-я Новая. В 1944—1970 годах — Капитановская. Современное название — с 1970 года, в честь учёного-металлурга Н. Н. Доброхотова.
Застройка жилая многоэтажная (в основном, хрущёвки).

## Транспорт
По самой улице Академика Доброхотова общественный транспорт не ходит. Добраться до неё можно на транспорте, который идёт по бульвару Академика Вернадского, проспекту Академика Палладина или проспекту Победы (в сторону станций метро «Житомирская» или «Академгородок»).